# Das neue Baden
Das neue Baden erschien ab dem 29. April 1947 als Parteizeitung der Demokratischen Partei Süd- und Mittelbadens (DemP), einer Vorläuferpartei der FDP in Südbaden. Gestartet mit einer Auflage von 56.000 Exemplaren verlor sie rasch an Zuspruch und stellte ihr Erscheinen bereits 1947 wieder ein.

## Geschichte
Der Zeitungsmarkt in der unmittelbaren Nachkriegszeit war durch die Besatzungsmächte streng reguliert. In der französischen Besatzungszone versuchte die Militäradministration nach dem Vorbild der Vorkriegszeit neben unabhängigen Tageszeitungen auch dezidierte Parteizeitungen zu etablieren. Als überparteiliche Zeitungen sollten nur Südkurier, Badische Zeitung und Schwäbisches Tagblatt bestehen bleiben. Die Auflagen richteten sich nach den Ergebnissen der Landtagswahlen vom 18. Mai 1947. Dieses Vorhaben war nicht von Erfolg gekrönt. Keine der Parteizeitungen konnte sich langfristig behaupten.
Diesen Bestrebungen entsprang die liberale Zeitung Das neue Baden. Das Geleitwort in der ersten Ausgabe schrieb der Landesvorsitzende der DemP Paul Waeldin. Die Zeitung erschien zweimal pro Woche. In der Regel erschien sie dienstags und freitags, allerdings konnte sich der Erscheinungstag einer Ausgabe unregelmäßig auf den Folgetag verschieben. Ab August 1948 erschien Das neue Baden in drei Ausgaben pro Woche.
Neben internationalen Nachrichten und Meldungen zur Gesamtsituation in Deutschland bestimmten Lokalberichte aus Südbaden den Inhalt des Blattes.